# Publius Ventidius Bassus

Marcus Antonius auf der Vorderseite eines von Ventidius geschlagenen Denarius mit der Legende M ANT IMP III VIR R P C. Auf der Rückseite ist vermutlich Jupiter Victor zu sehen, in Verbindung mit der Legende P VENTIDI, PONT IMP.

Publius Ventidius Bassus (* kurz vor 89 v. Chr.; † nach 38 v. Chr.) war ein römischer Feldherr und 43 v. Chr. Suffektkonsul.

## Herkunft
Publius Ventidius Bassus war der Sohn eines nicht weiter bekannten Publius Ventidius. Dieser war Aulus Gellius zufolge wie Ventidius Bassus selbst Maultiertreiber. Geboren wurde Ventidius Bassus in Picenum, höchstwahrscheinlich in Asculum oder Auximum.
Ob Ventidius Bassus tatsächlich von so niederer Herkunft war wie in den Quellen behauptet, wird in der modernen Wissenschaft bezweifelt. Abgesehen davon, dass man bei Männern wie ihm, die aus relativ bescheidenen Verhältnissen so stark aufstiegen, gerne ihre Anfänge aus literarischen Gründen als besonders gering ausmalte, lässt die Tatsache, dass er schon als Kleinkind an einem Triumphzug teilnehmen musste, eher auf eine vornehme Abstammung schließen. Vielleicht war er in eine führende italische Familie geboren, die wegen ihrer Teilnahme am Bundesgenossenkrieg gegen Rom verarmte.

## Frühes Leben
Das chronologisch erste bekannte Ereignis im Leben des Ventidius Bassus wird nur von kaiserzeitlichen, nicht von zeitgenössischen Autoren erwähnt: danach musste er als kleiner Junge mit seiner Mutter nebst vielen anderen Gefangenen in Rom vor dem Wagen des Triumphators Gnaeus Pompeius Strabo hergehen, der dabei am 25. Dezember 89 v. Chr. seinen Sieg über die Asculaner und Picenter feierte.
Ventidius Bassus durchlebte eine phänomenale Karriere. In seinen jungen Jahren war er arm und musste sich wahrscheinlich als Maultiertreiber verdingen, brachte es aber im Laufe der Zeit zu einem gewissen Wohlstand, so dass er Maultiere an Provinzialbeamte verkaufen konnte. Später hielten viele Neider dem homo novus gern seine ursprüngliche Arbeit vor. Doch das dadurch erworbene Vermögen bildete den Grundstein für seinen gesellschaftlichen Aufstieg.

## Karriere unter Caesar
Der größte anfängliche Förderer des jungen Ventidius Bassus war niemand Geringerer als Gaius Iulius Caesar, dem er schon während dessen gallischem Feldzug (58–51 v. Chr.) und dann im Bürgerkrieg (seit 49 v. Chr.) diente, vielleicht anfänglich als Lieferant von Lasttieren und Wagen für das römische Heer und später in militärischen Positionen. Er erledigte alle Aufgaben – wie später als Feldherr des Antonius – sehr energisch und gewann den Respekt und die Freundschaft Caesars durch pünktliches und genaues Ausführen von dessen Befehlen.
Caesar ließ Ventidius Bassus in den Senat aufnehmen, wahrscheinlich 47 v. Chr., als der große Feldherr viele seiner Gefährten zu Senatoren machte, um sie zu belohnen und loyale Gefolgsleute für seine Politik in diesem entscheidenden politischen Gremium zu gewinnen. 46 oder 45 v. Chr. erhielt Bassus das Volkstribunat. Vor seiner Ermordung (an den Iden des März 44 v. Chr.) hatte Caesar noch jene Personen bestimmt, die in den nächsten Jahren die wichtigsten staatlichen Ämter bekleiden sollten. So wurde Ventidius Bassus im Juni 44 v. Chr. nach Caesars Willen zum Prätor für 43 v. Chr. bestimmt.

## Laufbahn unter Antonius bis 43 v. Chr.
Wahrscheinlich schloss sich Ventidius Bassus schon im Juni 44 v. Chr. dem späteren Triumvirn Marcus Antonius an, der unter den ehemaligen Gefolgsleuten des ermordeten Caesar der mächtigste war und dessen Nachfolge anstrebte. Jedenfalls hob Ventidius Bassus wohl etwa seit Juli 44 v. Chr. zwei Legionen (wahrscheinlich in den caesarischen Veteranenkolonien in Kampanien und Apulien) für Antonius aus. Dies scheint länger gedauert zu haben; die genauere Chronologie dafür ist aber aus den Schriften Ciceros nicht eindeutig herauszuarbeiten. Nach Appian, der die Ereignisse chronologisch auch nicht ganz richtig einordnet, soll Cicero vor Ventidius Bassus aus Rom geflüchtet sein, während durch Ciceros eigene Worte nur bekannt ist, dass er noch im Juli 44 v. Chr. die Warnungen seines Freundes Titus Pomponius Atticus vor dem ehemaligen Maultiertreiber nicht allzu ernst nahm.
Erst ab März 43 v. Chr. taucht Ventidius Bassus wieder in den Quellen auf. Dem von Antonius in Mutina belagerten Caesarmörder Decimus Iunius Brutus Albinus zogen der Konsul Aulus Hirtius und der junge Caesarerbe Octavian (der spätere Kaiser Augustus) längs der Via Aemilia zu Hilfe und drohten die Truppen des Antonius in einen Zweifrontenkrieg zu verwickeln. Deshalb versuchte Ventidius Bassus, Antonius Verstärkungen zuzuführen, hob zu diesem Zweck in seiner Heimat Picenum eine dritte Legion aus und wartete dort vorerst ab. Dass er sich nicht gleich mit Antonius zu vereinigen suchte, dürfte daran liegen, dass Antonius offenbar erfuhr, dass der zweite Konsul Gaius Vibius Pansa Caetronianus mit vier weiteren, frisch ausgehobenen Rekrutenlegionen Decimus Brutus zu Hilfe eilte. Daher scheint Ventidius Bassus mit seinen Truppen die wichtigste Straße, die zum Kampfplatz führte, die Via Flaminia, gesperrt zu haben. Pansa dürfte jedoch auf die von Ventidius Bassus nicht mehr überwachbare Via Cassia ausgewichen sein und konnte sich mit einem von Hirtius ihm entgegengeschickten Hilfskorps vereinen, erlitt dann aber gegen Antonius eine schwere Niederlage bei Forum Gallorum. Da kam Hirtius mit Elitetruppen und konnte seinerseits Antonius besiegen. Die beiden Konsuln und Octavian schlugen in der folgenden Schlacht von Mutina am 21. April 43 v. Chr. Antonius erneut, ohne dass ihm Ventidius Bassus hätte beistehen können, da er sich wohl mit seinem Heer noch immer zu weit weg ostwärts von Bononia befand.
Ende April beschloss der Senat unter Führerschaft Ciceros, Ventidius Bassus wie viele weitere Anhänger des Antonius zum Staatsfeind zu erklären. Octavian aber, den der Senat in Verkennung der militärischen Lage nun hatte fallen lassen wollen, strebte eine Versöhnung mit Antonius an und schlug Ventidius Bassus vor, entweder zu seinem Heer zu stoßen oder einen freien Abzug zu Antonius zu erhalten, um diesem ein Bündnis mit ihm näherzubringen. Ventidius Bassus entschloss sich, nach Westen zu Antonius zu ziehen, und machte sich daher etwa am 23. April 43 v. Chr., von Octavian unbehelligt, auf den anstrengenden, gebirgigen Weg über die Apenninen, da seine Gegner die Via Aemilia besetzt hielten. Im Gegensatz zu Octavian wollte Decimus Brutus ebenso wie der Senat keine Verständigung mit Antonius und verfolgte ihn daher, um ihn endgültig vernichten zu können. Dazu musste er auch unbedingt eine Verstärkung der Truppen des Antonius durch jene des Ventidius Bassus verhindern. Dieser war zwar gezwungen, weitere und schwierigere Routen als der nördlicher auf der Via Aemilia marschierende Decimus Brutus zu bewältigen, hatte aber einen beträchtlichen zeitlichen Vorsprung. Hans Georg Gundel schätzt, dass Ventidius Bassus seine Truppen in circa nur 12 Tagen auf einer 375 km langen Strecke an die ligurische Küste führte, und bescheinigt ihm große Führungskünste. Nach dieser enormen Marschleistung konnte der Feldherr seine Truppen in Vada Sabatia westlich von Genua Antonius zuführen (etwa am 3. Mai 43 v. Chr.).
Für Antonius war diese Aufstockung seiner Truppen äußerst willkommen, stärkte sie doch seine militärische Position beträchtlich, da seine eigenen Truppen schon dezimiert und sehr verbraucht waren. Decimus Brutus musste sich folglich nun defensiv verhalten und auch der noch unentschlossene Marcus Aemilius Lepidus dürfte sich erst wegen der nunmehr deutlich stärkeren Stellung des Antonius diesem (am 29. Mai 43 v. Chr.) angeschlossen haben. Nach einer Bemerkung des Decimus Brutus in einem Brief an Cicero wollten die Truppen des Ventidius Bassus nach ihrem Eintreffen bei Antonius angeblich in Italien bleiben und sich zunächst nordwestlich nach Pollentia wenden. Doch konnte Decimus Brutus eine Stunde vor der Ankunft einer von Antonius abgesandten Vorhut unter Lucius Trebellius Pollentia einnehmen (am 10. Mai 43 v. Chr.). Wahrscheinlich inszenierte man aber dieses Manöver nur zur Ablenkung, um Antonius in die Lage zu versetzen, unbehelligt entlang des Meeres nach Westen abzuziehen. Es ist auch kaum anzunehmen, dass Ventidius Bassus unter dem Befehl des Trebellius nach Pollentia mitmarschierte.
Für die nächsten Monate gibt es keine Nachrichten über Ventidius Bassus; er dürfte aber an den Vorverhandlungen zum Abschluss des zweiten Triumvirats beteiligt gewesen sein. Dieses wurde bei dem wichtigen Treffen des Antonius, Octavian und Lepidus in Bononia besiegelt (Oktober 43 v. Chr.) und verlieh den drei Männern die gesamte Macht über den Westen des Reiches (die östlichen Provinzen waren von den Caesarmördern besetzt). Jedenfalls wurde Ventidius Bassus in der zweiten Hälfte des Jahres 43 v. Chr. zum Pontifex ernannt.
Octavian legte am 27. November 43 v. Chr., als das Triumvirat durch das Titische Gesetz förmlich bestätigt worden war, sein Amt als Konsul nieder; der zweiten Konsul Quintus Pedius hatte schon etwas früher das Zeitliche gesegnet. Daher wurden je ein Anhänger des Antonius und Octavian zu neuen Suffektkonsuln ernannt: Ventidius Bassus (der sein Prätorenamt niederlegte) und Gaius Carrinas Da Octavian als Triumvir ein wesentlich höheres Amt bekleidete, fiel es ihm leicht, auf die Würde eines Konsuls zu verzichten, während Antonius den Ventidius Bassus mit der Verleihung dieses Amtes für seine wichtigen Dienste belohnte. Wenn auch nichts über die Tätigkeit des homo novus als Konsul berichtet wird, so fielen doch in seine Amtszeit die schrecklichen Proskriptionen, deren prominentestes Opfer Cicero war. In Rom wurden öffentlich Spottverse über die Günstlinge der neuen Machthaber, so auch über Ventidius Bassus an die Wände geschmiert, die auf seine niedere Herkunft als Maultiertreiber hinwiesen und dem Unmut der Bevölkerung über seinen ungewöhnlichen Aufstieg Ausdruck verliehen.

## Perusinischer Krieg
Als sich Antonius 42 v. Chr. zusammen mit Octavian auf den Weg nach dem Balkan machte, um dort die Caesarmörder unschädlich zu machen, dürfte er seinen Vertrauten Ventidius Bassus zum Statthalter der Gallia Comata ernannt haben.
Aber erst bei der Schilderung des Perusinischen Krieges 41 v. Chr. taucht Ventidius Bassus wieder in den Quellen auf. Laut Cassius Dio, der den antonianischen Feldherrn nur an dieser Stelle seines knappen Berichts über diesen Krieg erwähnt, ließ Ventidius Bassus (zusammen mit Quintus Fufius Calenus) die von Octavian nach Spanien geschickten Soldaten nicht die Alpen überqueren und lieferte damit einen Grund für den Ausbruch dieses Kriegs. Die Darstellung Appians, welche die Hauptquelle für das bellum Perusinum ist und wohl (zumindest indirekt) auf das zuverlässige Geschichtswerk des Kriegsteilnehmers Gaius Asinius Pollio zurückgeht, berichtet nur, dass letztgenannter Octavians Truppen am Weitermarsch gehindert habe, aber sich schließlich mit ihnen vertraglich verständigt habe. Man kann nur aus Appians Darstellung etwas genauer den Anteil des Ventidius Bassus an den Kriegshandlungen herausarbeiten.
Nach Ausbruch des Krieges in Italien beorderte Octavian den mit einem Heer nach Spanien ziehenden Quintus Salvidienus Rufus Salvius zurück. Diesen verfolgten jedoch Asinius Pollio von der Cisalpina und Ventidius Bassus von Gallien aus; zusammen mit dem nun zum Gouverneur ganz Galliens aufgerückten Quintus Fufius Calenus kommandierten diese drei Heerführer des Antonius elf Legionen. Als Salvidienus auch noch von Lucius Antonius von Süden her bedroht wurde, musste er fürchten, zwischen den beiden Armeen des Antonius aufgerieben zu werden. Doch Marcus Vipsanius Agrippa, der geniale Feldherr des Octavian, konnte überraschend Sutrium einnehmen und damit Lucius Antonius von einer zweiten Seite bedrohen. Der Bruder des Triumvirn wollte daher rasch zum Heer des Ventidius Bassus stoßen, entschloss sich aber, dieses in Perusia zu empfangen. Octavian schloss aber mit seinen beiden Feldherrn Agrippa und Salvidienus einen Belagerungsring um den in Perusia weilenden Lucius Antonius und baute gleichzeitig Verteidigungsstellungen gegen die Entsatzheere, die unter dem Befehl des Ventidius Bassus und Asinius Pollio von Norden bzw. unter dem Kommando des Lucius Munatius Plancus von Süden anrückten. Da aber die Generäle des Marcus Antonius anscheinend nicht gern einen neuen Krieg der Triumvirn untereinander sahen, über den Oberbefehl stritten und zudem nichts von dem im fernen Ägypten bei Kleopatra VII. weilenden Marcus Antonius hörten, fehlte ihnen die richtige Kampfeslust und sie unternahmen auch nach einem von Manius übermittelten Hilferuf des Lucius Antonius keinen entscheidenden Durchbruchsversuch nach Perusia. Es bestand auch eine Abneigung zwischen den antonianischen Generälen; so verachtete Munatius Plancus etwa den Ventidius Bassus wegen seines früheren Berufs als Maultiertreiber. Nun suchte eine der Hauptinitiatorinnen des Krieges, die emanzipierte Fulvia, die als Gattin des Marcus Antonius dessen Interessen gegen Octavian in Italien vertrat, den Ventidius Bassus und andere verbündete Feldherrn wie Munatius Plancus zu energischerem Einschreiten zu bewegen. Zwar unternahmen nun Asinius Pollio und Ventidius Bassus einen Entsatzversuch für Perusia, konnten aber die wesentlich schwächeren Abwehrkräfte nicht überwinden, sondern zogen sich im Gegenteil sogar vor der Armee des Agrippa und Octavian räumlich getrennt nach Ravenna und Ariminum (heute Rimini) zurück, wo sie kampflos von Truppen des Octavian festgehalten wurden. Offenbar führten sie den Kampf noch immer nicht mit aller Schärfe, da ihnen eigentlich aufgrund ihrer Truppenstärke ein Durchbruch nach Perusia möglich gewesen sein müsste. In dieser Stadt musste stattdessen Lucius Antonius den Winter über ausharren und litt mit seinen Leuten zunehmend Hunger. Einmal noch versuchten Ventidius Bassus und andere antonianische Generäle Anfang 40 v. Chr. die Blockade von Perusia zu sprengen, allerdings anscheinend wieder ohne sonderliche Begeisterung, da sie rasch von Agrippa und Salvidienus nach Fulginiae abgedrängt wurden, wo sie zwar mit Lucius Antonius über Feuerzeichen kommunizierten, aber keinen Entsatz bringen konnten. Außerdem verfolgten Ventidius Bassus und Asinius Pollio eine ganz andere Strategie für das weitere Vorgehen als Munatius Plancus. Schließlich zogen die Heere, die Lucius Antonius hätten helfen sollen, überhaupt ab (obwohl sie angeblich noch über beachtliche 13 Legionen verfügten) und bewirkten damit, dass sich Perusia Ende Februar 40 v. Chr. ergeben musste. Getrennt marschierten die Generäle des Marcus Antonius, von Heeresabteilungen Octavians verfolgt, in verschiedene Städte Italiens (Brundisium, Ravenna, Tarent), ohne weiterkämpfen zu wollen. In diesem Krieg hatte sich also Ventidius Bassus aus oben genannten Gründen trotz seiner in anderen Kämpfen hervorgetretenen beachtlichen militärischen Fähigkeiten nicht sonderlich eingesetzt und daher auch nicht auszeichnen können.
Über die Marschroute des Ventidius Bassus und seine weiteren Handlungen in den nächsten Monaten ist nichts bekannt, außer dass die zwei nicht zu Octavian übergelaufenen Legionen des mit Fulvia zu Marcus Antonius nach Griechenland geflohenen Munatius Plancus nun eben Ventidius Bassus zu ihrem Befehlshaber wählten. Letzterer muss also Antonius treu geblieben sein.
Die kriegsmüden Truppen verhinderten, als endlich Marcus Antonius persönlich in Italien ankam, weitere Kämpfe unter den Triumvirn, die daher im Vertrag von Brundisium (September 40 v. Chr.) den weiteren Frieden sicherten.

## Partherfeldzug
Antonius beauftragte nun Ventidius Bassus, als Prokonsul mit elf Legionen die Parther und den zu diesen übergegangenen Quintus Labienus aus dem von ihnen 41 v. Chr. eroberten Kleinasien und Syrien zu vertreiben. Diese geplante Rückeroberung verlorengegangener römischer Gebiete sollte wieder den Euphrat als Reichsgrenze etablieren. Nach Cassius Dio soll Ventidius Bassus erst nach dem Vertrag von Misenum Anfang 39 v. Chr. losgeschickt worden sein, während er nach dem wohl zuverlässigeren Appian gleich nach dem Vertrag von Brundisium in den Osten abrückte und daher wohl schon Anfang 39 v. Chr. den Krieg eröffnete. Da Appian ausführlich über die Partherkriege in einem eigenen Buch seines Geschichtswerks berichtete, das verlorenging, stellt Cassius Dio die Hauptquelle dar.
Labienus zog sich kampflos aus Kleinasien in den Taurus zurück und rief von dort die Parther zu Hilfe, die auch bald anrückten, aber gar nicht erst auf die Verstärkung durch die Truppen des Labienus warteten. Stattdessen rückten sie sofort gegen das Heer des Ventidius Bassus vor, der sich in den folgenden für ihn so erfolgreich verlaufenden Kämpfen als ausgezeichneter Taktiker erwies. Er wählte militärisch geschickt einen für seine Truppen geeigneten Kampfplatz aus und kalkulierte dabei auch die Ausrüstung und Truppenstärke der Feinde genau ein, um dann in einem auf den Überraschungseffekt bauenden schnellen Angriff bei möglichst geringen eigenen Verlusten rasch den Sieg zu erringen. Diese zu den glänzenden Siegen des Ventidius Bassus führende Taktik wurde späteren Generälen als beispielgebend beigebracht. So hatte er diesmal auf einem Berg sein Lager errichtet und mit starken Verschanzungen umgeben. Er wartete ab, bis die Parther den Gipfel erklommen hatten und dadurch ermüdet waren, und stürmte erst dann umso heftiger auf seine Gegner los, die außerdem aufgrund des Geländes ihre gefürchteten Bogenschützen nicht voll zur Geltung bringen konnten. Sie erlitten eine schwere Niederlage und mussten sich nach Kilikien zurückziehen. Labienus, dessen Heer großteils zum Feldherrn des Antonius überging, flüchtete ebenfalls nach Kilikien, kam dort aber bald um.
Kilikien war nun in den Händen des Ventidius Bassus, der über den Amanus-Pass nach Syrien weitermarschieren wollte. Doch sein vorausgeeilter Legat Poppaedius (?) Silo kam zu spät, da diesen Pass bereits Pharnapates im Auftrag des parthischen Königssohnes Pakoros besetzt hielt. Silo wurde besiegt und erst durch das überraschende Erscheinen der römischen Hauptmacht unter Ventidius Bassus gerettet, der die Gegner am Berg Trapezon wieder mit einer ausgefeilten Strategie glänzend schlug; Pharnapates fiel im Kampf (im Sommer 39 v. Chr.).
Die Parther mussten sich nun (etwa Herbst 39 v. Chr.) hinter den Euphrat zurückziehen, während Ventidius Bassus Syrien und Palästina besetzte und von den lokalen Herrschern, die sich den Parthern angeschlossen hatten (zum Beispiel der Nabatäerkönig Malchos, Antiochos von Kommagene, Antigonos, der mit Herodes um Judäa kämpfte), große Entschädigungssummen eintrieb. Da Rom Herodes bei der Wiedergewinnung seines Thrones militärisch unterstützte, hätte Ventidius Bassus eigentlich Antigonos bekämpfen müssen, gab sich aber wohl wegen der bisherigen Anstrengungen des Feldzugs mit den Kontributionen zufrieden, die der jüdische Historiker Flavius Josephus freilich als Bestechungsgelder des Antigonos deutet. Nun bezog Ventidius Bassus mit seinen Legionen die Winterquartiere, die wegen der schwierigen Verproviantierung weiträumig von Kappadokien bis Syrien angelegt wurden.
Anfang 38 v. Chr. wollte der Königssohn Pakoros nach neuen Aushebungen wieder in Syrien einfallen. Antonius hielt sich in Athen auf und überließ Ventidius Bassus weiterhin die Abwehr der Parther. Da seine Truppen weit voneinander entfernt lagerten, brauchte der römische Feldherr Zeit, um sie zu sammeln und musste eine rasche Offensive des Pakoros fürchten, die wohl für die Parther ein voller Erfolg geworden wäre. Nun kannte Ventidius Bassus aber einen Grenzfürsten, von dessen Kontakten zu den Parthern er Bescheid wusste. Diesem erzählte er scheinbar vertraulich, dass die Römer hofften, dass Pakoros bei Zeugma am Euphrat angreifen würde, da dort die Parther ihre Kavallerie und Bogenschützen wegen der Beschaffenheit des Geländes nicht so gut einsetzen könnten. Wie von den Römern erhofft, hinterbrachte der Fürst den Parthern sofort die falsche Nachricht, die dann unklugerweise nicht am kürzesten Weg bei Zeugma, sondern erst nach längerem Marsch den Euphrat an einer anderen (unbekannten) Stelle überquerten und damit 40 Tage verloren. Diese Zeit nützte Ventidius Bassus zur raschen Sammlung seines Heeres, die drei Tage vor der Ankunft des Pakoros abgeschlossen werden konnte. Beim nordöstlich von Antiochia gelegenen Gindaros, das gleichermaßen im Zentrum der Sammelbewegung seiner Armee als im Verteidigungsraum gegen die Parther gelegen war, schlug er sein gut geschütztes Lager auf. Wieder ließ er die asiatischen Krieger nahe an die römischen Verschanzungen heranrücken und eröffnete erst dann den wuchtig und konzentriert geführten Gegenschlag. Er siegte auf ganzer Länge und auch Pakoros musste auf der Gegenseite sein Leben lassen. Diese für die Parther so vernichtende Niederlage schreckte sie die nächsten Jahrzehnte vor weiteren Einfällen in das römische Reich ab. Spätere Geschichtsklitterung behauptete, dass dieser entscheidende Sieg des Ventidius Bassus am 15. Jahrestag der verheerenden Niederlage des Marcus Licinius Crassus bei Carrhae gegen die Parther (9. Juni 53 v. Chr.) stattfand; immerhin dürfte er tatsächlich im Juni 38 v. Chr. errungen worden sein.
Ventidius Bassus wurde spätestens jetzt von seinem Heer als Imperator tituliert (ebenso wie der eigentliche Beherrscher der Osthälfte des Reiches, Marcus Antonius, der aber bis dato noch keinen Beitrag zu den römischen Siegen geleistet hatte). H. Gundel bringt Münzen des Ventidius Bassus, die ihn als Imperator bezeichnen, mit seinem Sieg am Gindaros in Zusammenhang und datiert sie dementsprechend ins Jahr 38 v. Chr., während sie nach anderen Forschern im Jahr 41 oder 39 v. Chr. geprägt wurden. Auf der Vorderseite dieser Münzen erscheint der Kopf des Antonius, auf der Rückseite die Darstellung einer männlichen Figur, die unterschiedlich gedeutet wird, entweder als Bild des Ventidius Bassus mit Speer und Ölzweig in den Händen oder als Iuppiter Victor mit Szepter und Lorbeerzweig.
Einen weiteren Vormarsch ins Partherreich selbst unterließ Ventidius Bassus, da er sich laut Plutarch vor der Eifersucht des Antonius gefürchtet habe, jedenfalls aber von diesem keinen Auftrag dazu erhalten hatte. William Shakespeare hat in schönen Versen Ventidius Bassus die Weisheit in den Mund gelegt, dass es für einen Feldherrn nicht klug sei, größere Siege als sein Vorgesetzter zu erringen. Stattdessen ging der erfolgreiche römische General nun dazu über, weitere Widerstände, etwa in syrischen Städten, zu unterdrücken, indem er dort den abgeschnittenen Kopf des Pakoros öffentlich zeigen ließ, um so seine Feinde das Fürchten zu lehren. Er leistete auch Herodes Militärhilfe, dem er zwei Legionen zur Verstärkung sandte. Dann belagerte er Antiochos von Kommagene in dessen in Nordsyrien gelegener Hauptstadt Samosata. Er warf ihm vor, entkommene Feinde vor den Römern zu schützen, hatte es aber vor allem auf die riesigen Schätze des Königs abgesehen. Die Einnahme der starken Festung des Antiochos gelang zwar nicht, aber dieser war schon für einen Friedensschluss zur Zahlung von Tausend Talenten bereit, als der auf die Siege des Ventidius Bassus neidische Antonius eintraf und nun selbst das Oberkommando übernahm (ca. Juli 38 v. Chr.). Allerdings richtete der Triumvir wesentlich weniger aus und musste sich mit nur 300 Talenten Reparationszahlungen des Antiochos begnügen. 36 v. Chr. sollte Antonius dann bei einer Gegenoffensive gegen die Parther eine gänzliche Niederlage erleiden und daher nicht im mindesten an die Erfolge des Ventidius Bassus anschließen können.
Der zu erfolgreich gewordene Feldherr begleitete wohl noch Antonius bis nach Athen und konnte sich dann daheim in Rom damit trösten, dass er als erster einen Triumph über die Parther feiern durfte (27. November 38 v. Chr.). Auch an die militärischen Meriten des Antonius wurde wieder gedacht, obwohl er nichts zu den Parthersiegen beigetragen hatte und nicht in Rom anwesend war. Sallust soll für den Triumph des Ventidius Bassus eine Rede geschrieben haben, was von manchen Gelehrten für fiktiv gehalten wird. Die Rede ist nicht erhalten.

## Tod
Es gibt keine Nachrichten über das weitere Schicksal des Ventidius Bassus. Vermutlich starb er vor der Schlacht bei Actium (31 v. Chr.), da er nach Gellius ein Staatsbegräbnis erhielt, das er als Freund des Antonius nach dessen Niederlage gegen den nunmehrigen Alleinherrscher Octavian kaum bewilligt bekommen hätte.